# Saab 9-3
Saab 9-3 – samochód osobowy klasy średniej produkowany pod szwedzką marką Saab w latach 1998–2011 oraz ponownie przez szwedzkie przedsiębiorstwo NEVS w latach 2013–2014..

## Pierwsza generacja

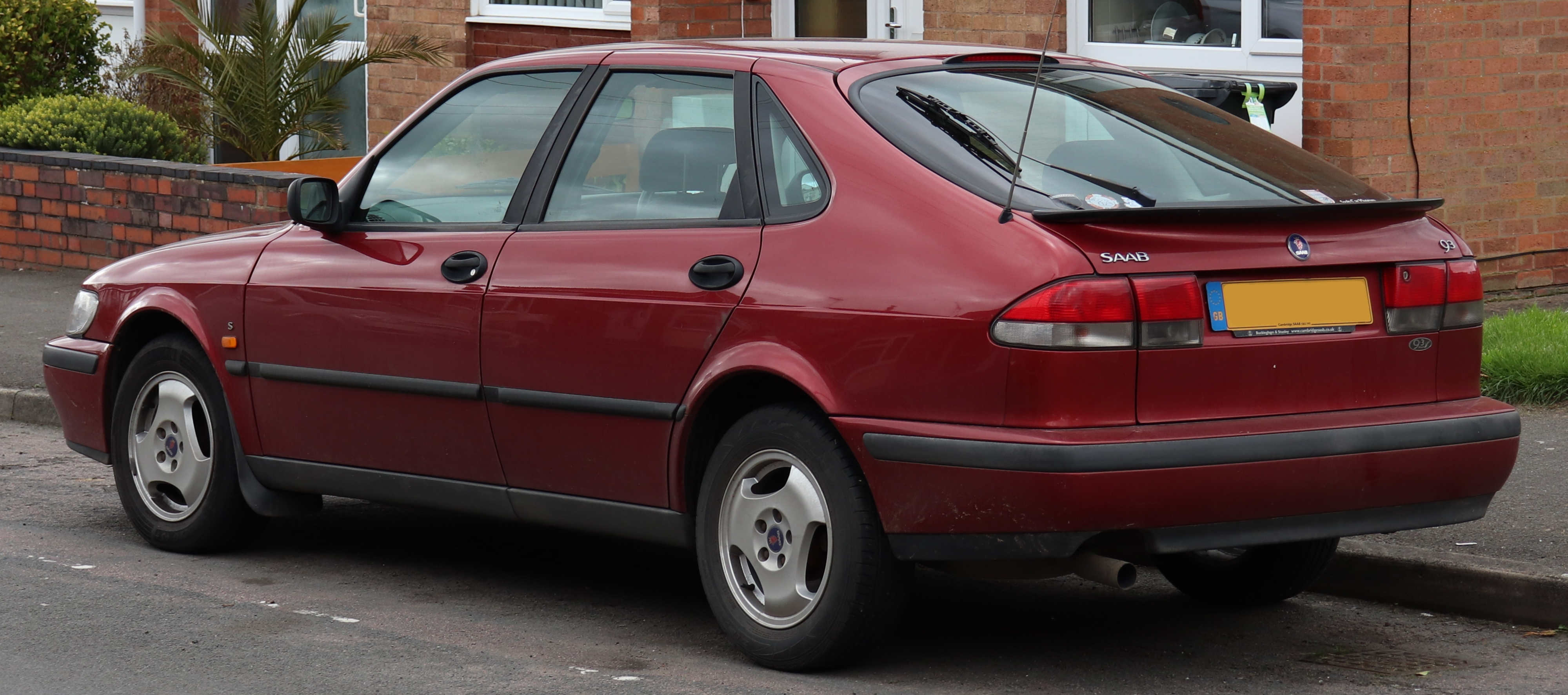
Saab 9-3 I – tył

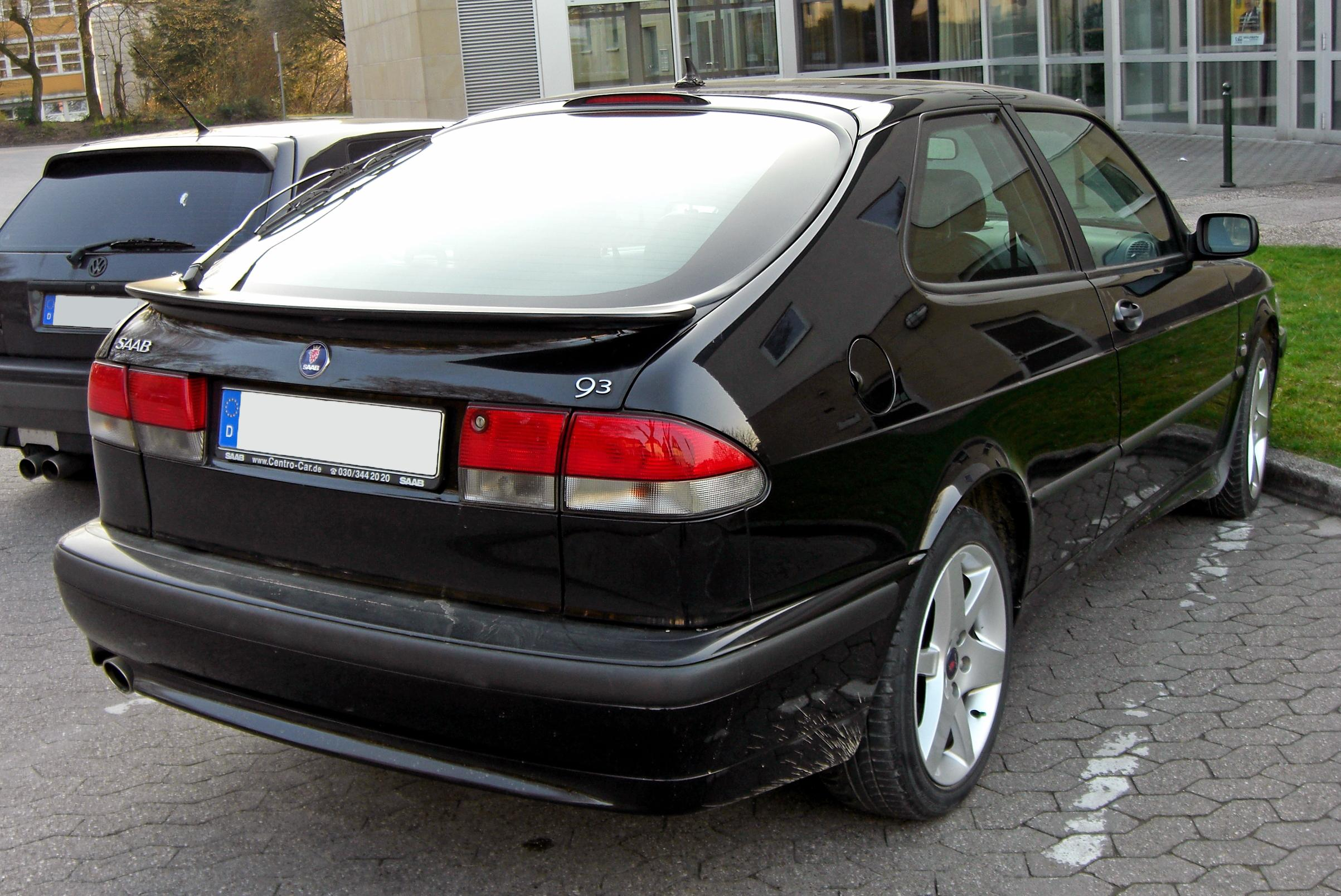
Saab 9-3 I – tył wersji trzydrzwiowej

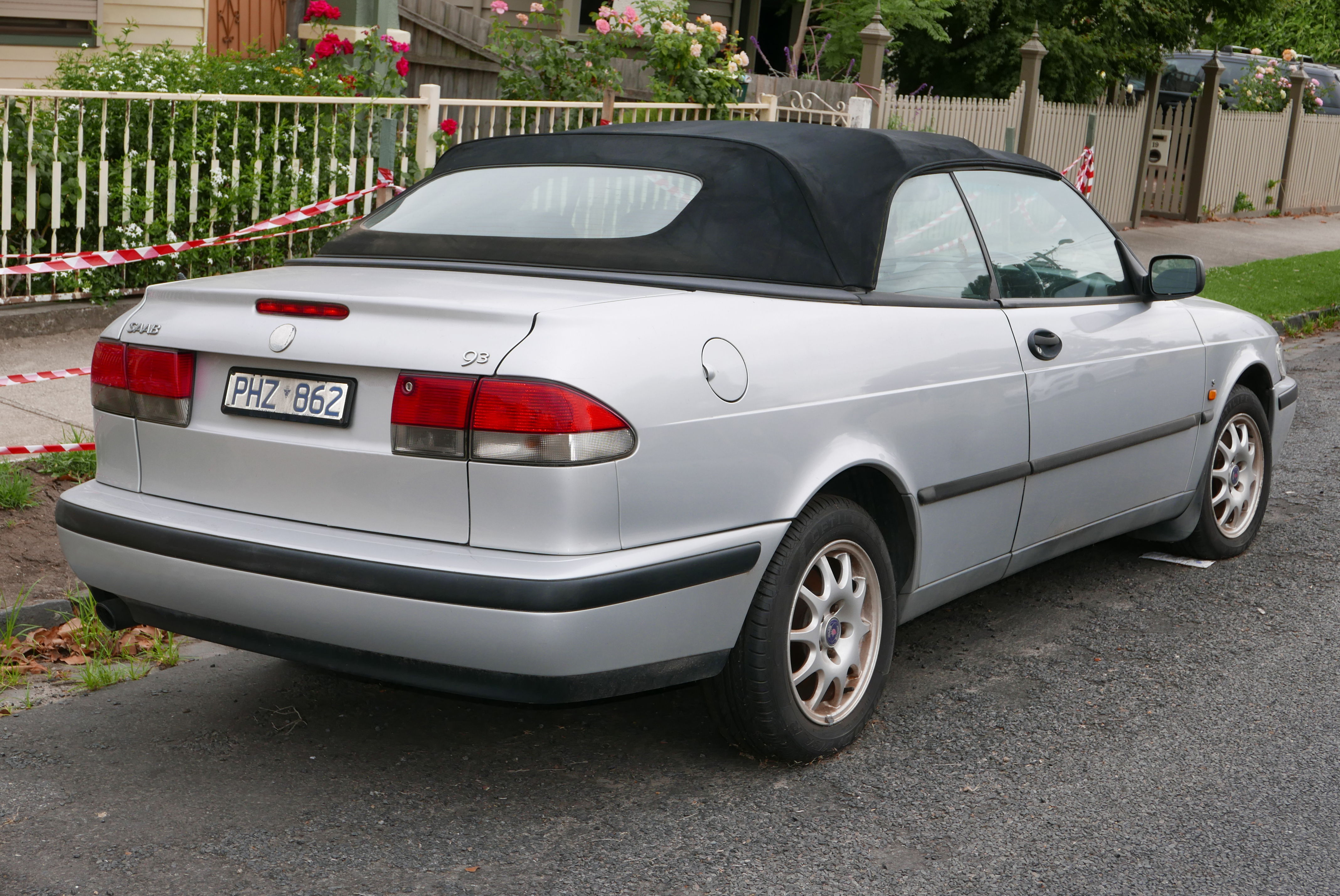
Saab 9-3 I Convertible

Saab 9-3 I został zaprezentowany po raz pierwszy w 1998 roku.
Samochód został oznaczony kodem fabrycznym YS3D, stanowiąc modernizację modelu 900 II generacji produkowanego w latach 1994–1998. Nazwa zmiany modelu z 900 na 9-3 stanowiła kontynuację nowej formy nazewnictwa przyjętej po raz pierwszy w 1997 roku, wraz z wprowadzeniem modelu Saab 9-5.
Podobnie jak z modelem 900 firma Saab korzystała z zaplecza technicznego amerykańskiego koncernu General Motors, co zaowocowało wprowadzeniem pierwszego w historii marki silnika wysokoprężnego. Silnik ten był jedynym silnikiem tegoż koncernu, jednocześnie jedynym silnikiem wysokoprężnym w modelu 9-3.
SAAB kontynuując swoją tradycję doposażała model 9-3 w silniki (rodzina silników SAAB H Engines), do roku 2000 głównie jednostki turbodoładowane, a od roku 2001 tylko w silniki turbodoładowane.
Producent zapewniał, że wprowadzono blisko 1100 poprawek i ulepszeń, natomiast wizualnie oba modele różnią jedynie detale tj. m.in. umieszczenie tablicy rejestracyjnej pomiędzy tylnymi światłami, przeniesione na szybę trzecie światło stop, zderzaki, grill, klapa bagażnika, wyposażenie czteroramiennej kierownicy w przyciski sterowania radiem, nowy SID z cyfrowym zegarem oraz nowe fotele o bardziej komfortowym kształcie. Przy okazji doposażono pojazd w uchwyt na napoje oraz czujnik zmierzchu regulujący siłę podświetlenia deski rozdzielczej.
W 2002 roku samochód zastąpiono nowym modelem Saab 9-3 SportSedan, lecz model YS3D produkowano jeszcze krótko jako Saab 9-3 Classic. Wyprodukowano łącznie 326 270 egzemplarzy.

### Silniki
W stosunku do modelu 900 zrezygnowano ze stosowania jednostek napędowych Opla w układzie V6 o pojemności 2.5 l, w którym często psuł się rozrząd. Za to po raz pierwszy pojawił się w ofercie silnik wysokoprężny R4 2.2 (2172 cm³) o mocy 116 KM, w późniejszych rocznikach modelu 125 KM, będący konstrukcją koncernu General Motors (silnik występował również w autach innych marek, m.in. w Oplu Omedze).
W przeciwieństwie do silników wysokoprężnych wszystkie silniki benzynowe należały do rodziny Saab H. W ich konstrukcji zastosowano podwójny wałek rozrządu i 16-zaworową głowicę. Były to jednostki o oznaczeniach B204 i B234 (kolejno o pojemnościach 2 i 2,3 litra), natomiast w roku 2001 wprowadzono nowocześniejsze silniki B205 i B235 (pojemności jak w starszej konstrukcji, kolejno 2 i 2,3 litra). Silniki z serii B204 i B234 występowały w wersjach zarówno wolnossących, jak i turbodoładowanych, natomiast nowsze B205 i B235 tylko w wersjach turbodoładowanych. Turbodoładowane motory z rodziny SAAB H Engines zapewniają dużą elastyczność oraz wysoki moment obrotowy w całym zakresie obrotów silnika. Zapewnia to znakomite przyśpieszenie bez konieczności redukowania. Silniki te wyposażone są w wałki balansu, które eliminują drgania silnika. Jednostki napędowe (głównie turbodoładowane) charakteryzują się bardzo wysoką kulturą pracy.
Silniki turbodoładowane z serii B204 i B234 sterowane były oprogramowaniem Trionic 5, natomiast nowocześniejsze B205 i B235 sterowane były systemem Trionic 7. Zarówno silniki B204, B234, jak i nowsze B205 i B235 są bardzo podatne na modyfikacje, co daje możliwość znacznego zwiększenia mocy silnika, bez konieczności znacznej ingerencji w jego konstrukcje. B205R generował 102,5 KM z litra pojemności. B235R pochodzący z wersji Viggen generował 225/230 KM i 342 Nm.
Filozofia ‘EcoPower’ marki Saab zapewniała wysoką moc i moment obrotowy, co zapewnia znakomite osiągi pojazdu, przy jednoczesnym zapewnieniu niskiego zużycia paliwa, a także niskiego poziomu emisji spalin.
| Silnik                | Pojemność skokowa [cm³] | Typ silnika        | Moc maksymalna [KM] przy obr./min | Maks. moment obrotowy [Nm] przy obr./min | Stopień kompresji  | Doładowanie [bara] |                    |                    |                    |
| Silniki benzynowe:    | Silniki benzynowe:      | Silniki benzynowe: | Silniki benzynowe:                | Silniki benzynowe:                       | Silniki benzynowe: | Silniki benzynowe: | Silniki benzynowe: | Silniki benzynowe: | Silniki benzynowe: |
| --------------------- | ----------------------- | ------------------ | --------------------------------- | ---------------------------------------- | ------------------ | ------------------ | ------------------ | ------------------ | ------------------ |
| B204i 2.0             | 1985                    | R4                 | 130/5500                          | 177/4300                                 | 10,1               | –                  |                    |                    |                    |
| B234i 2.3             | 2290                    | R4                 | 150/5700                          | 210/4300                                 | 11,0               | –                  |                    |                    |                    |
| B204E 2.0 Turbo       | 1985                    | R4                 | 154/5500                          | 219/3600                                 | 9,2                | 0,4                |                    |                    |                    |
| B204L 2.0 Turbo       | 1985                    | R4                 | 185/5500                          | 263/2100                                 | 9,2                | 0,73               |                    |                    |                    |
| B204R 2.0 Turbo       | 1985                    | R4                 | 200/5500                          | 280/2200                                 | 9,2                | 1                  |                    |                    |                    |
| B205E 2.0 Turbo       | 1985                    | R4                 | 150/5500                          | 240/1800                                 | 9,2                | 0,4                |                    |                    |                    |
| B205L 2.0 Turbo       | 1985                    | R4                 | 185/5500                          | 280/1800                                 | 9,2                | 1                  |                    |                    |                    |
| B205R 2.0 Turbo       | 1985                    | R4                 | 205/5500                          | 280/1800                                 | 9,2                | 1                  |                    |                    |                    |
| B235R 2.3 Turbo       | 2290                    | R4                 | 225 (230)/5500                    | 342/1950                                 | 9,25               | 1,08               |                    |                    |                    |
| Silniki wysokoprężne: |                         |                    |                                   |                                          |                    |                    |                    |                    |                    |
| 2.2 TiD               | 2171                    | R4                 | 115/4300                          | 260/1800                                 | 19,5               | 0,9                |                    |                    |                    |
| 2.2 TiD               | 2171                    | R4                 | 125/4300                          | 285/1750                                 | 18,5               | 0,9                |                    |                    |                    |

- Turbosprężarki użyte w:
- B204E, B204L i B204R to: Garrett T25;
- B205E i B205L: Garrett T17;
- B205R i B235R to: MHI TD04-HL15T.

### Wersje wyposażeniowe
- S
- SE
- Aero

Standardowe wyposażenie pojazdu obejmuje m.in. cztery poduszki powietrzne, napinacze pasów, aktywne zagłówki, ABS, elektryczne sterowanie szyb, elektryczne sterowanie lusterek, zamek centralny, wspomaganie układu kierowniczego, wycieraczki i spryskiwacze reflektorów, blokadę skrzyni biegów, klimatyzację automatyczną, wielofunkcyjną kierownicę, SAAB Information Display (SID, który występował w dwóch wersjach. SID 1 i nowszy, bardziej rozbudowany, z większą ilością funkcji SID 2).
Lista wyposażenia dodatkowego obejmuje m.in. elektrycznie sterowany szyberdach, alarm, halogeny, rozbudowany system audio (ze wzmacniaczem), zmieniarkę CD, skórzaną tapicerkę, podgrzewane przednie fotele i kanapa tylna, elektrycznie regulowane przednie fotele z funkcją pamięci ustawień fotela kierowcy, tempomat i Saab Car Computer.

#### Wersje specjalne
- Viggen – W marcu 1999 roku w Nowym Jorku zaprezentowano limitowaną wersję Viggen (szw. piorun, grzmot). Wersją nazwano na cześć myśliwca Saab JA-37 Viggen. Pojazd wyposażono w turbodoładowany czterocylindrowy silnik benzynowy o pojemności 2.3 l i mocy 225 KM (od 2000 roku moc wzrosła do 230 KM). Przyśpieszenie od 0 do 100 km/h zajmowało mu 6,4 s, a prędkość maksymalna została ograniczona elektronicznie do 250 km/h. Od zwykłej wersji Saaba 9-3 różniła go turbosprężarka Mitsubishi TD04-HL15-5, dzięki której podniesiono ciśnienie do 1,4 bara, oprogramowanie komputera sterującego pracą silnika (ECU) oraz zmodyfikowane sprzęgło wraz z dociskiem i wytrzymalsze półosie. Pojazd dostępny był w każdej wersji nadwoziowej wyłącznie w czterech kolorach: żółtym, srebrnym, czarnym oraz niebieskim[8]. Dodatkowo Viggen otrzymał powiększony tylny spojler, charakterystyczne 17-calowe alufelgi, inny zderzak przedni i tylny, a także nakładki i progi oraz obniżone zawieszenie. We wnętrzu dominuje kolor czarny jednak w skórzanej tapicerce, na drzwiach oraz desce rozdzielczej wprowadzono srebrno-szare elementy. W sumie wyprodukowano 4600 egzemplarzy pojazdu. Produkcje zakończono w 2002 roku. Pojazd opracowali specjaliści ze Special Vehicle Operations ze współpracy z Tom Walkinshaw Racing Corporation[9].
- Deauville – Wersja limitowana bazująca na wersji cabrio w kolorze czarnym zaprezentowana podczas targów motoryzacyjnych w Genewie w 1999 roku. Pojazd oferowany był wyłącznie w Szwajcarii. Pojazd seryjnie stuningowany był przez Hirsch Performance. Wnętrze pojazdu wyróżniało się m.in. beżową skórzaną tapicerką, mahoniowymi wstawkami w boczkach drzwi oraz progach, podgrzewanymi siedzeniami oraz przednimi i bocznymi poduszkami powietrznymi[10].
- Celebrity – wersja limitowana powstała specjalnie z okazji wzięcia udziału modelu 9-3 w filmie Woodego Allena pt. Celebrity w 1999 roku. Wersja ta dostępna była wyłącznie w wersji hatchback w kolorze czarnym[11].
- Limited Edition – wersja limitowana bazująca na wersji hatchback zaprezentowana w kwietniu 2000 roku charakteryzująca się pięcioramiennymi alufelgami, światłami przeciwmgłowymi oraz body kitem[12].
- Série limitée – wersja limitowana zaprezentowana w maju 2000 roku dostępna w wersji coupe i hatchback. Pojazd wyróżniał się m.in. automatyczną klimatyzacją, 15 lub 16-calowymi alufelgami oraz body kitem (przedni spojler, boczne progi, tylny spojler)[13].
- Black Line – wersja limitowana powstała na bazie wersji cabrio w liczbie 100 egzemplarzy przeznaczonych na rynek belgijski zaprezentowana w kwietniu 2001 roku. Wyróżnia się m.in. kolorem czarnym, pięcioramiennymi 15" aluminiowymi felgami, spryskiwaczami reflektorów oraz elektrycznie sterowanymi i podgrzewanymi lusterkami bocznymi, systemem audio z czterema głośnikami i sterowaniem z kierownicy, skórzaną tapicerką, przednimi i bocznymi poduszkami powietrznymi, systemem ABS z EBD oraz alarmem[14].
- Leica – wersja limitowana powstała na bazie wersji cabrio w liczbie 125 egzemplarzy przeznaczonych na rynek francuski zaprezentowana w maju 2001 roku dla uczczenia 15. rocznicy wprowadzenia do gamy modelowej Saaba wersji kabriolet. Samochód sprzedawany był wraz z aparatem Leica C11 APS[15].
- Anniversaire – wersja limitowana zaprezentowana we wrześniu 2001 roku dla uczczenia 25. rocznicy produkcji silników Turbo. Wersja Anniversary wyróżnia się m.in. 16-calowymi pięcioramiennymi alufelgami oraz spojlerem i progami z wersji Aero[16].

## Druga generacja

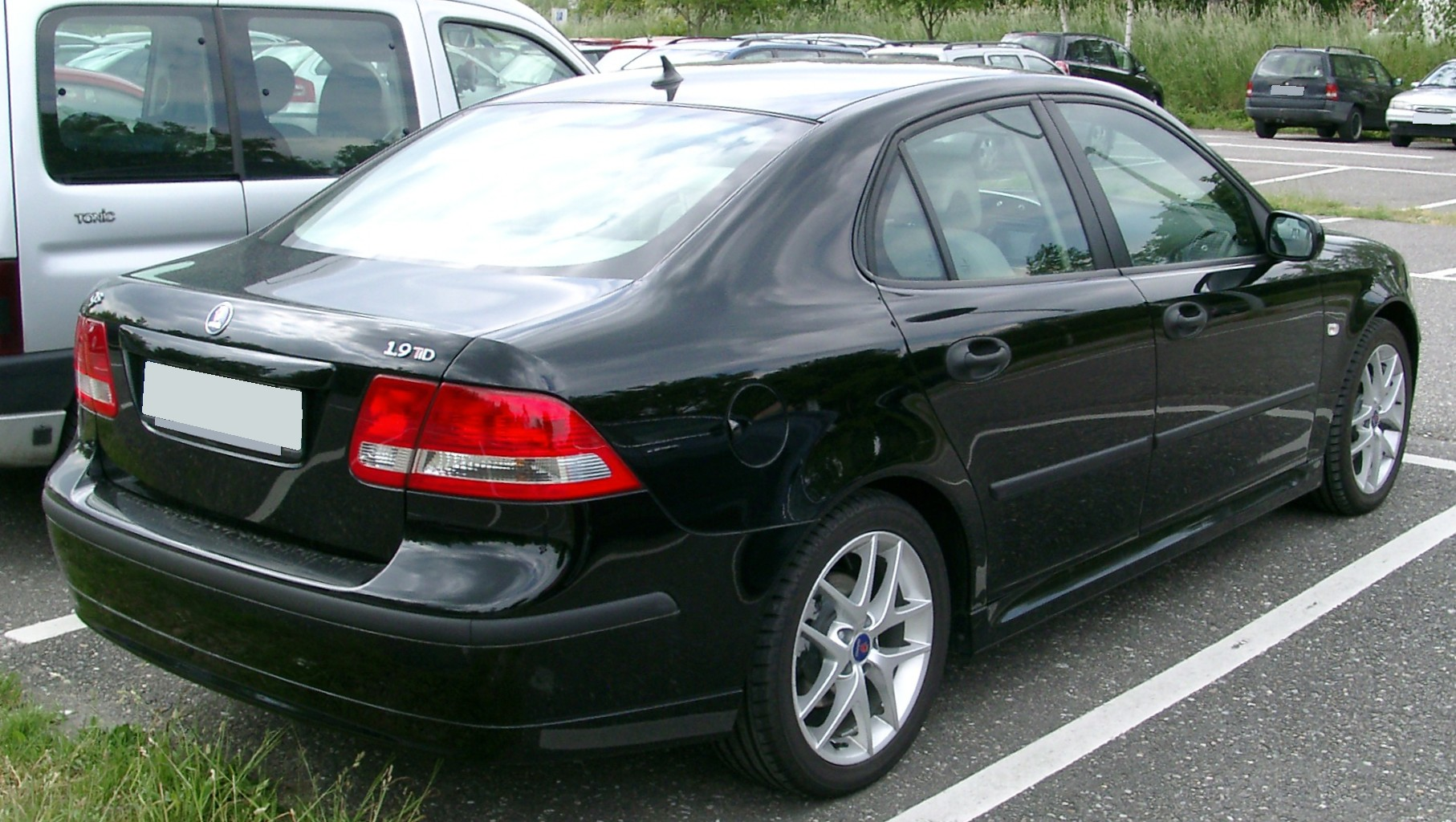
Saab 9-3 II – tył

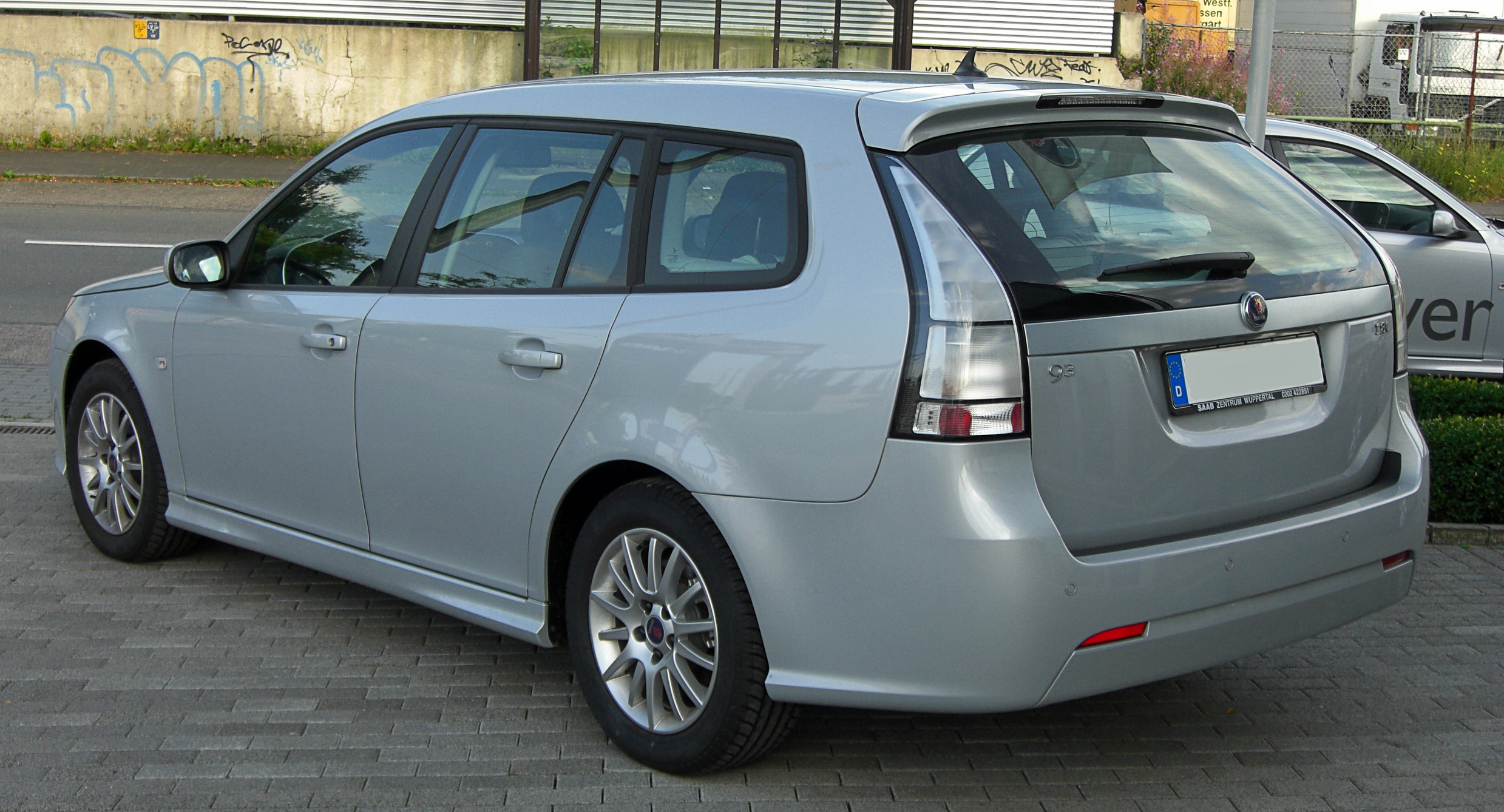
Saab 9-3 II Kombi

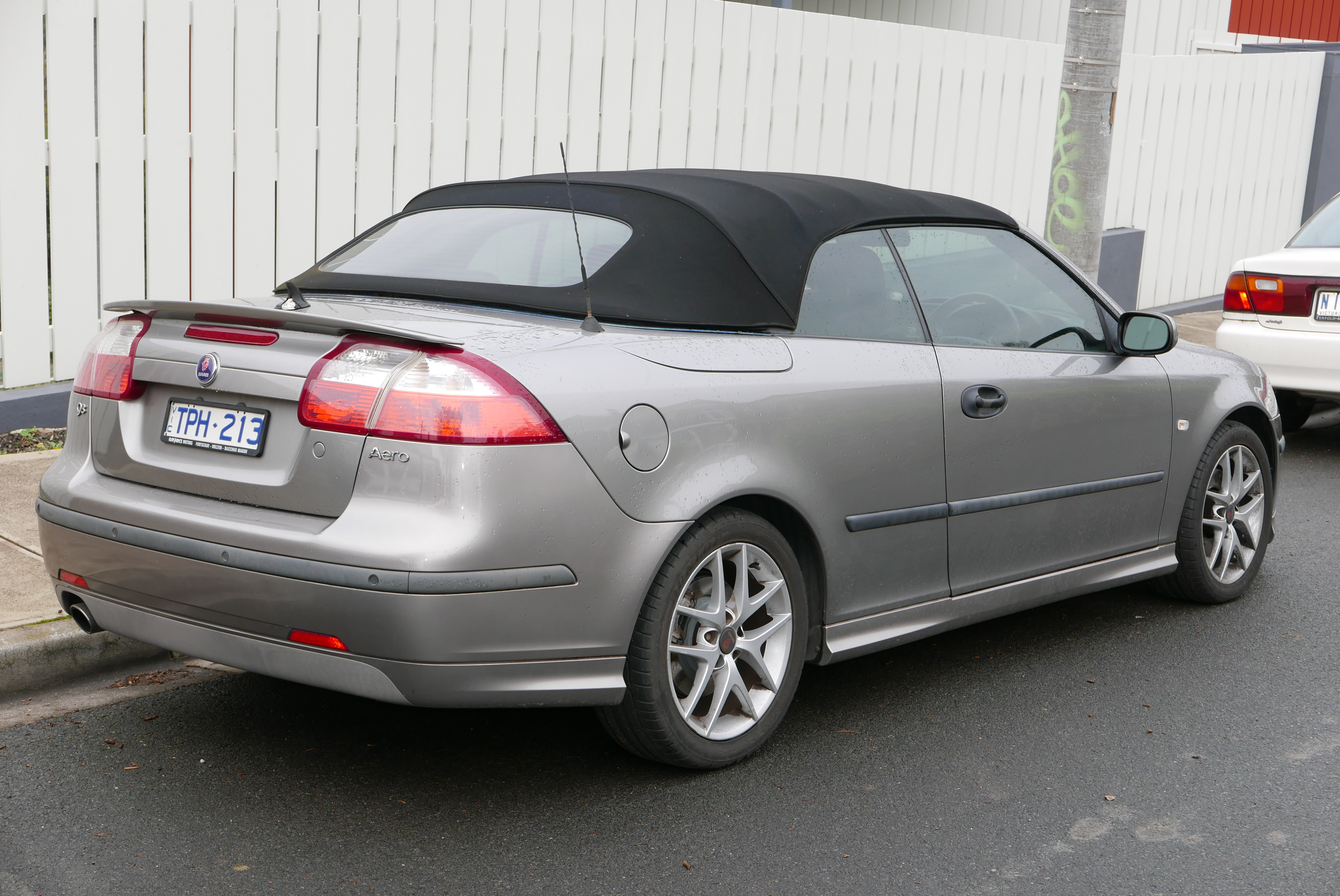
Saab 9-3 II Convertible

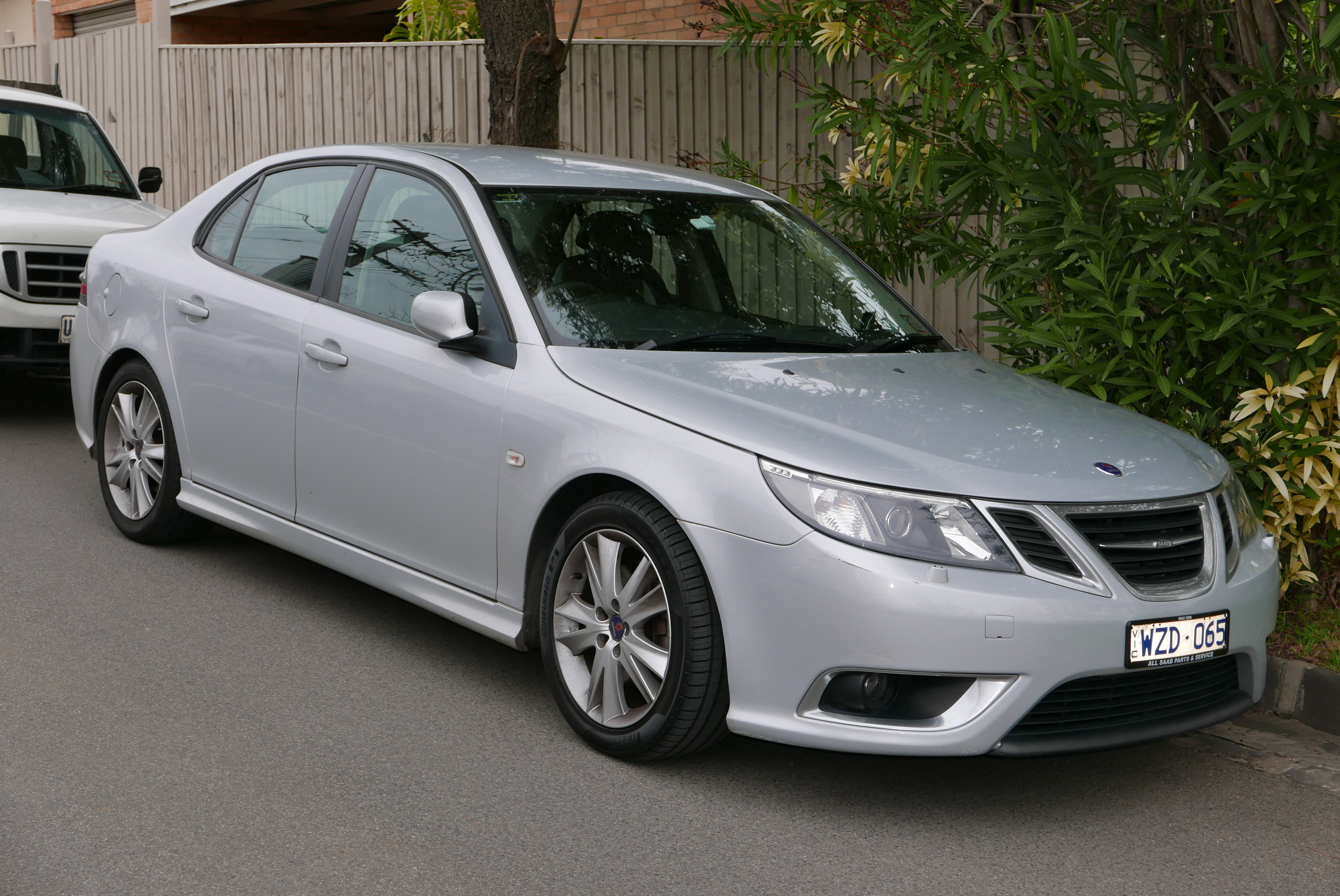
Saab 9-3 II po liftingu

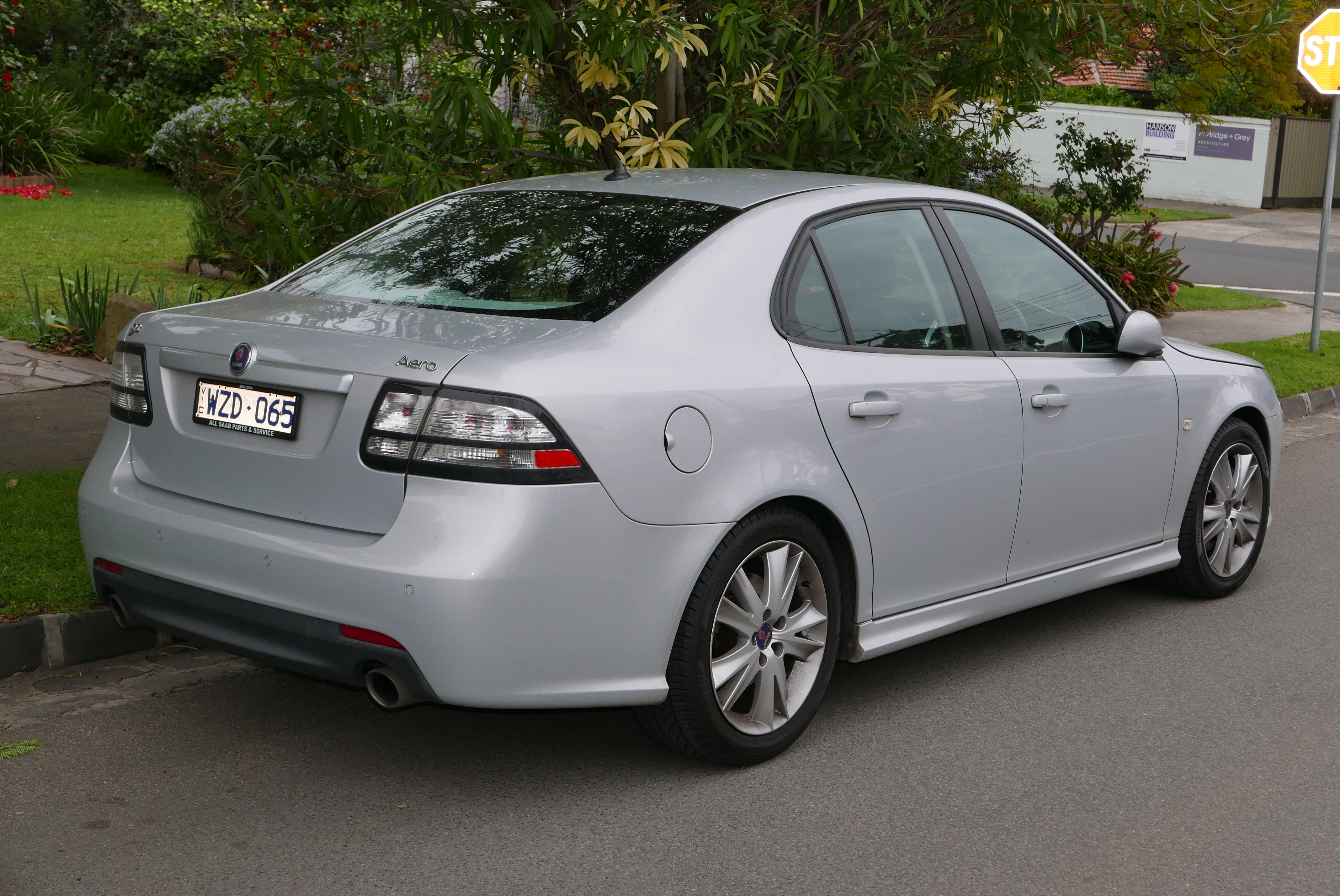
Saab 9-3 II – tył po liftingu

Saab 9-3 II został zaprezentowany po raz pierwszy w 2002 roku.
Zupełnie nowe wcielenie modelu otrzymało tym razem kod fabryczny YS3F. Konstrukcja pojazdu została opracowana na bazie płyty podłogowej amerykańskiego koncernu General Motors – Epsilon I na której powstały m.in. Opel Vectra C, Fiat Croma oraz Cadillac BLS. Pojazd otrzymał klasyczną sylwetkę nadwozia, której charakterystycznym dla marki Saab elementem był trójdzielny wlot powietrza. Podobnie jak inne modele marki stacyjkę umieszczono pomiędzy przednimi fotelami.
W 2004 roku zaprezentowana została odmiana cabrio pojazdu, a w 2005 roku podczas targów motoryzacyjnych w Genewie zaprezentowano odmianę SportCombi (kombi) (wersja prototypowa zaprezentowana w 2003 roku jako SportHatch). Wersja kombi otrzymała charakterystyczny styl dla samochodów marki Saab połączony z pojazdem o sportowych cechach oraz otrzymała białe klosze tylnych lamp w których umieszczone zostały diody LED. Samochód wyposażono w identyczne systemy jak model SportSedan oraz nowej generacji system ESP i ESP Plus, a także asystenta ruszania na wzniesieniu (HSA). Wraz z wprowadzeniem na rynek wersji kombi wzbogacono gamę jednostek napędowych o silnik V6 2.8 T (2792 cm³) o mocy 250 KM (280 KM – XWD). W tym samym roku zastąpiono wysokoprężny silnik 2.2 TiD konstrukcji GM przez nowoczesną jednostkę 1.9 JTD konstrukcji Fiata, którą oznaczono modelem TiD.
W 2007 roku podczas targów motoryzacyjnych we Frankfurcie zaprezentowano wersję Turbo X, która powstała z okazji 30-lecia istnienia turbodoładowanego Saaba 900. Wyprodukowano jedynie 2000 egzemplarzy w nadwoziu sedan i kombi. Jedynym kolorem nadwozia jest metaliczna czerń, elementy wnętrza wykonane zostały z karbonu, wnętrze wykończone skórą, a opcjonalnie doposażyć pojazd można było m.in. w magnezowe 19-calowe alufelgi. Do napędu posłużył silnik 2.8 T o mocy 280 KM i momencie obrotowym 400 Nm. Silnik ma zmienne fazy rozrządu oraz doładowanie typu Twin Scroll. Wersja Turbo X wyposażona została w napęd XWD z eLSD (elektroniczna „szpera”).

### 9-3X

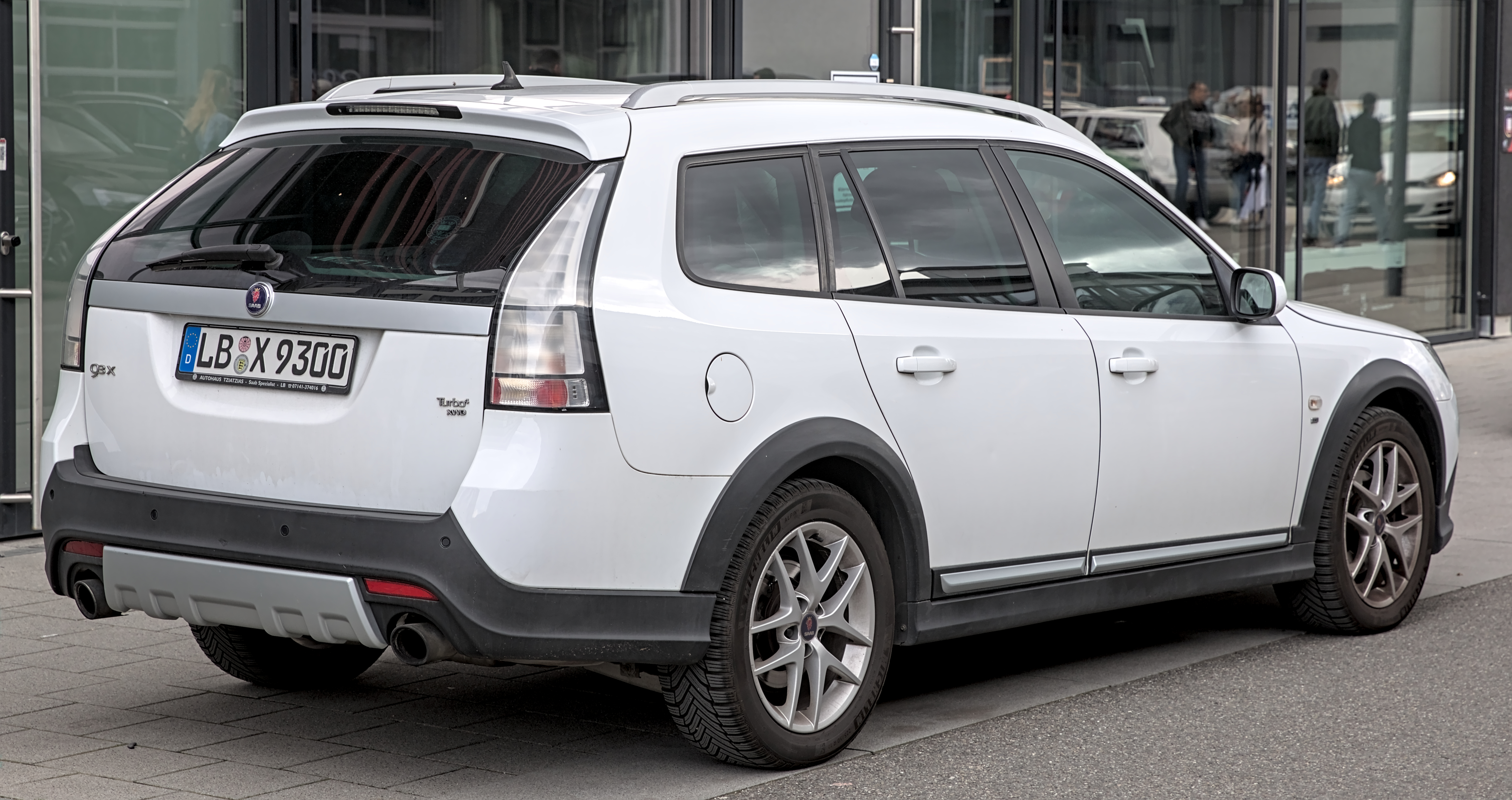
Saab 9-3X – tył

W marcu 2009 roku podczas targów motoryzacyjnych w Genewie zaprezentowano uterenowioną odmianę 9-3X, która różni się od podstawowego modelu m.in. dodatkowymi osłonami zderzaków oraz większym prześwitem. W tym samym roku chiński Beijing Auto kupił od Saaba prawa do produkcji II generacji modelu 9-3 z 2003 roku. Produkcyjna wersja auta produkowana jest jako BAIC C60.

### Restylizacje
W 2006 roku całkowicie zmieniono deskę rozdzielczą pojazdu, a w połowie 2007 roku samochód przeszedł gruntowny face lifting, który stylistycznie nawiązał pojazd do koncepcyjnego modelu Aero-X z 2006 roku. Zmieniono m.in. przedni zderzak, atrapę chłodnicy oraz reflektory przednie i tylne lampy. Wraz z modernizacją pojazdu wzbogacono gamę jednostek napędowych o podwójnie doładowany silnik wysokoprężny 1.9 TTiD o mocy 180 KM oraz dwa turbodoładowanie silniki BioPower zasilane benzyną, bioetanolem lub mieszanką obu paliw o pojemności 2.0 l (oznaczenie 1.8t) i mocy 175 KM oraz 2.0 l i 200 KM, a także wprowadzono wersję z samodzielnie skonstruowanym elektronicznie rozdzielanym napędem XWD, opartym na sprzęgle Haldex IV generacji.
W 2011 roku pojazd poddano ponownie restylizacji, tym razem znacznie mniej rozległej. Zmieniono m.in. światła przednie w które wkomponowano światła do jazdy dziennej wykonane w technologii LED, atrapę chłodnicy, przedni zderzak, z tyłu pojazdu usunięto napis Saab, a wersję sedan standardowo wyposażono w spojler. Oprócz zmian wprowadzono dwa nowe wzory 17 i 18-calowych alufelg. Pod maskę pojazdu wprowadzono nowy benzynowy motor o pojemności 2 l w dwóch wariantach mocy: 163 KM oraz 220 KM. Silnik wyposażono w bezpośredni wtrysk, zmienne fazy rozrządu oraz doładowanie typu Twin Scroll. Pod koniec 2011 roku zaprzestano produkcji modelu z powodu bankructwa przedsiębiorstwa.

### NEVS
Od 2 grudnia 2013 roku do maja 2014 roku po wykupieniu Saaba przez nowego inwestora (NEVS) prowadzono ponowną produkcję modelu. Produkowane po przerwie auta oferowano wyłącznie z turbodoładowanym silnikiem benzynowym produkcji GM o pojemności 2 l i mocy 220 KM, który w wersji ze skrzynią manualną prędkość 100 km/h osiągał w 6,9 s i maksymalnie rozpędzał pojazd do 240 km/h. W ofercie znajdował się wyłącznie model 9-3 Aero z nadwoziem sedan. Konfiguracja ta bazowała na zmodyfikowanej wersji Griffin z ostatnich lat produkcji przez GM. Saab sprzedawany przez NEVS od produkowanego do 2011 roku modelu różnił się m.in. logo z którego zniknęła charakterystyczna głowa gryfa, lecz pozostał napis SAAB.
W pojeździe w porównaniu do ostatniego rocznika produkcji GM zmieniono m.in. fotele i zagłówki. Samochód sprzedawany był wyłącznie na rynku szwedzkim, a zamówienia składać można było pośrednictwem internetu. W związku z zamknięciem sieci dealerskiej marki, nowe auta można było odebrać jedynie z fabryki w Trollhättan. Dostawcą nadwozi był fiński koncern Ruukki. W 2014 roku przygotowano mocniejszą wersję Hirsch Edition, o mocy zwiększonej do 275 KM. Standardowe wyposażenie Saaba produkowanego przez NEVS obejmowało m.in. skórzaną tapicerkę oraz kierownicę, elektrycznie sterowane szyby, elektrycznie regulowane i podgrzewane fotele i lusterka, 18-calowe alufelgi, dwustrefową klimatyzację, tempomat, czujniki parkowania oraz sześć poduszek powietrznych, a także matową stylizowaną na chrom blendę deski rozdzielczej.
W kwietniu 2014 roku rozpoczęto przygotowania do produkcji wersji napędzanej silnikiem elektrycznym, do której większość komponentów i baterii pochodzi z rynku chińskiego. Testy 200 egzemplarzy przed seryjnych odbywały się na terenie chińskiego Qingdao. Produkcja seryjna rozpocząć się miała jesienią 2014. Samochód z bateriami umieszczonymi w podłodze i załadowanymi do pełna posiada około 200 km zasięgu.
W maju 2014 roku ze względu na chińskiego inwestora firmę Qingbo, która zwlekała z płatnościami wstrzymano produkcję modelu 9-3. Zatrzymanie produkcji wiązało się z pozostawieniem na taśmie montażowej 100 niedokończonych samochodów. Ich finalną kompletację NEVS dokończył w lutym 2015 roku.
W sierpniu 2014 roku przedstawiono prototyp elektrycznego Saaba 9-3. Pojazd wyposażono w jednostkę elektryczną o mocy 136 KM, która od 0 do 100 km/h rozpędza samochód w 10 sekund oraz ogranicza jego prędkość maksymalną do 120 km/h, a akumulatory litowo-jonowe umieszczone pod podłogą bagażnika zapewniają zasięg około 200 km.
W czerwcu 2016 roku firma NEVS ogłosiła, iż rezygnuje z wykorzystywania marki Saab, w związku z wygaśnięciem praw do jej używania. Na początku 2017 roku ogłoszono informację o uzyskaniu homologacji na elektryczną odmianę 9-3. Na początku grudnia 2017 roku w chińskiej fabryce NEVS w Tiencinu rozpoczęto produkcję elektrycznego modelu 9-3 oferowanego już pod własną marką jako NEVS 9-3EV. W międzyczasie, w październiku 2019 roku wystawiono na sprzedaż ostatni egzemplarz Saaba 9-3.

### Nowinki technologiczne
Samochód wyposażony został w system Saab ReAxs umożliwiający samoistne skręcanie się tylnych kół, ESP, system elektronicznego rozdziału siły hamowania (EBD), system kontroli hamulców na zakrętach (CBC) oraz system kontroli trakcji (TCS), program ustawień indywidualnych Profiler pozwalający konfigurować funkcję pokładowe stosownie do potrzeb lub bieżących warunków jazdy. Za pomocą wyświetlacza menu ustawić można m.in. parametry autoalarmu, wewnętrznego ogrzewania postojowego, podgrzewacza silnika, czujnika parkowania, zegara, czujnika deszczu wycieraczek, zmiany jednostek miar metrycznych na anglosaskie oraz oświetlania wskaźników i przyrządów (Night Panel). System dwustrefowej automatycznej klimatyzacji wyposażony został w wykrywacz zmian w natężeniu światła słonecznego na zewnątrz samochodu, dzięki czemu odpowiednio reguluje parametry przepływu powietrza. System nawigacji satelitarnej dostępny opcjonalnie został zaprojektowany przez Saaba. Cechuje się on specjalnym oprogramowaniem, które obejmuje m.in. funkcję instrukcji głosowych, zbiór indywidualnych lokalizacji punktów podróży oraz funkcję dynamicznej orientacji, pozwalającą m.in. omijać korki i większe przeszkody drogowe. Zintegrowany został także system Bluetooth, który umożliwia łączenie w sieć, na niewielkie odległości, różnych urządzeń elektronicznych, takich jak telefony, palmtopy, komputery i np. zestawy słuchawkowe. W ramach całego systemu dostępne są na przykład następujące funkcje: sterowanie głosem telefonu komórkowego ze zintegrowanym systemem głośnomówiącym, przeglądanie stron internetowych, odbieranie poczty elektronicznej oraz transmisja danych (przy użyciu palmtopów lub laptopów z kartą sieciową Bluetooth).

### Wersje wyposażeniowe
- Linear – tapicerka z tkaniny i akcenty wykończenia w kolorze antracytowej szarości[3]
- Arc – felgi aluminiowe 16-cali, skórzana tapicerka z okładzinami z drewna topoli
- Vector – felgi aluminiowe 17-cali, sportowa tapicerka skórzano-tekstylna z metalicznymi akcentami wykończenia wnętrza
- Aero – model sztandarowy, posiadający obniżone, sportowe zawieszenie oraz sportowe elementy stylizacji nadwozia
- Griffin – dotyczy wersji FL czyli, nowy przedni zderzak, reflektory adaptacyjne „bryła lodu”, oznaczenie „Griffin” na przednich błotnikach, zmiany na desce rozdzielczej, nowe materiały wykończeniowe kabiny i tapicerki, nowy 2-litrowy silnik benzynowy o mocy 163 KM z bezpośrednim wtryskiem paliwa, zmiennymi fazami rozrządu i turbosprężarka typu „twin-scroll”, felgi aluminiowe 17"
- Griffin Aero – dotyczy wersji FL czyli, nowy przedni zderzak, reflektory adaptacyjne „bryła lodu”, oznaczenie „Griffin” na przednich błotnikach, zmiany na desce rozdzielczej, nowe materiały wykończeniowe kabiny i tapicerki, nowy 2-litrowy silnik benzynowy o mocy 220 KM z bezpośrednim wtryskiem paliwa, zmiennymi fazami rozrządu i turbosprężarka typu „twin-scroll”, felgi aluminiowe 18"

### Silniki
| Silnik                | Pojemność skokowa [cm³] | Typ silnika        | Moc maksymalna [KM] przy obr./min | Maks. moment obrotowy [Nm] przy obr./min | Turbosprężarka                                    | Lata prodkcji       |                    |                    |                    |
| Silniki benzynowe:    | Silniki benzynowe:      | Silniki benzynowe: | Silniki benzynowe:                | Silniki benzynowe:                       | Silniki benzynowe:                                | Silniki benzynowe:  | Silniki benzynowe: | Silniki benzynowe: | Silniki benzynowe: |
| --------------------- | ----------------------- | ------------------ | --------------------------------- | ---------------------------------------- | ------------------------------------------------- | ------------------- | ------------------ | ------------------ | ------------------ |
| 1.8i                  | 1796                    | R4                 | 122/5800                          | 167/3800                                 | –                                                 | 2004–2009           |                    |                    |                    |
| 1.8t                  | 1998                    | R4                 | 150/5800                          | 240/2000-3500                            | Niskociśnieniowa                                  | 2002–2012           |                    |                    |                    |
| 1.8t BioPower         | 1998                    | R4                 | 175/5500                          | 265/2500-4000                            | Mid                                               | 2007–2012           |                    |                    |                    |
| 2.0t                  | 1998                    | R4                 | 163/5500                          | 280/2500-4000                            | b.d.                                              | 2011–2012           |                    |                    |                    |
| 2.0t                  | 1998                    | R4                 | 175/5500                          | 265/2500-4000                            | Mid                                               | 2002–2012           |                    |                    |                    |
| 2.0t BioPower         | 1998                    | R4                 | 200/5800                          | 300/2500-4000                            | Wysokociśnieniowa                                 | 2007–2012           |                    |                    |                    |
| 2.0T                  | 1998                    | R4                 | 212/5300                          | 300/2500-4000                            | Wysokociśnieniowa                                 | 2002–2012           |                    |                    |                    |
| 2.0T Hirsch           | 1998                    | R4                 | 230                               | 350                                      |                                                   | 2009–2012           |                    |                    |                    |
| 2.0T                  | 1998                    | R4                 | 220                               | 350/2500-4000                            | –                                                 | 2011–2012 2013–2015 |                    |                    |                    |
| 2.8t V6               | 2792                    | V6                 | 230/5500                          | 320/1800-4500                            | MHI TD-04 15T Niskociśnieniowa 7.3 psi 0.50 bar   | 2005–2007           |                    |                    |                    |
| 2.8t V6               | 2792                    | V6                 | 250/5500                          | 350/1800-4500                            | MHI TD-04 15T Średniociśnieniowa 8.7 psi 0.60 bar | 2005–2007           |                    |                    |                    |
| 2.8t V6               | 2792                    | V6                 | 256/5500                          | 355/1800-4500                            | MHI TD-04 15T Średniociśnieniowa 8.7 psi 0.60 bar | 2007–2008           |                    |                    |                    |
| 2.8t V6               | 2792                    | V6                 | 280/5500                          | 400/2150                                 | MHI TD-04 15T Wysokociśnieniowa 12.3 psi 0.85 bar | 2008–2010           |                    |                    |                    |
| Silniki wysokoprężne: |                         |                    |                                   |                                          |                                                   |                     |                    |                    |                    |
| 1.9 TiD               | 1910                    | R4                 | 120/4000                          | 280/2000-2750                            | Wysokociśnieniowa                                 | 2004–2010           |                    |                    |                    |
| 1.9 TTiD4             | 1910                    | R4                 | 130/4000                          | 320/1500-2500                            | Dwie Wysokociśnieniowe                            | 2010–2012           |                    |                    |                    |
| 1.9 TiDS              | 1910                    | R4                 | 150/4000                          | 320/2000-2750                            | Wysokociśnieniowa                                 | 2004–2010           |                    |                    |                    |
| 1.9 TTiD4             | 1910                    | R4                 | 160/4000                          | 360/1750-2750                            | Dwie Wysokociśnieniowe                            | 2010–2012           |                    |                    |                    |
| 1.9 TTiD              | 1910                    | R4                 | 179/4000                          | 400/2000-2500 automat: 370/2000-2500     | Dwie Wysokociśnieniowe                            | 2007–2012           |                    |                    |                    |
| 2.2 TiD               | 2171                    | R4                 | 125/4000                          | 280/1500                                 | Wysokociśnieniowa                                 | 2002–2004           |                    |                    |                    |

#### Wersje specjalne

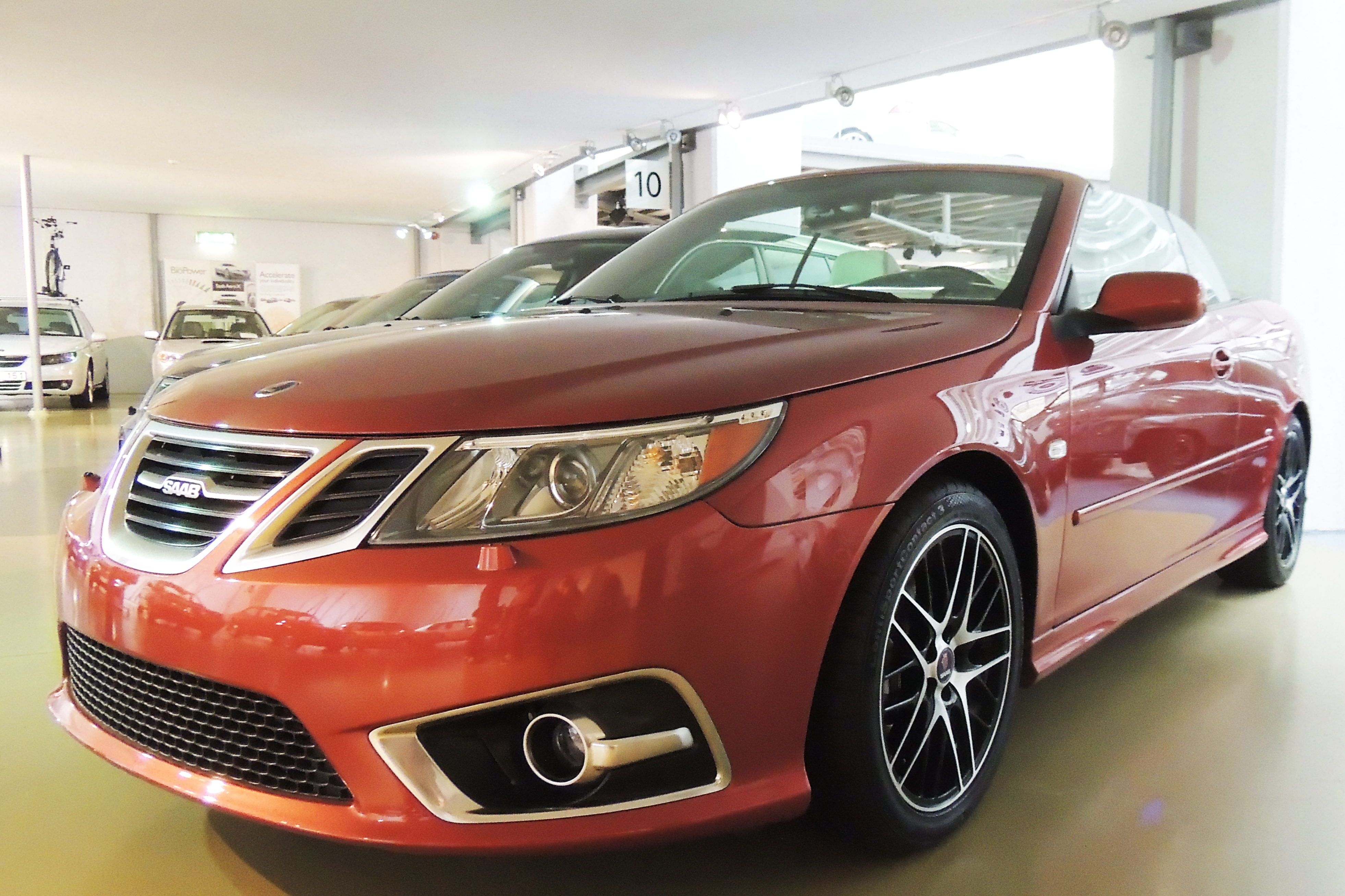
Saab 9-3 SportCabrio w wersji limitowanej Independence Edition

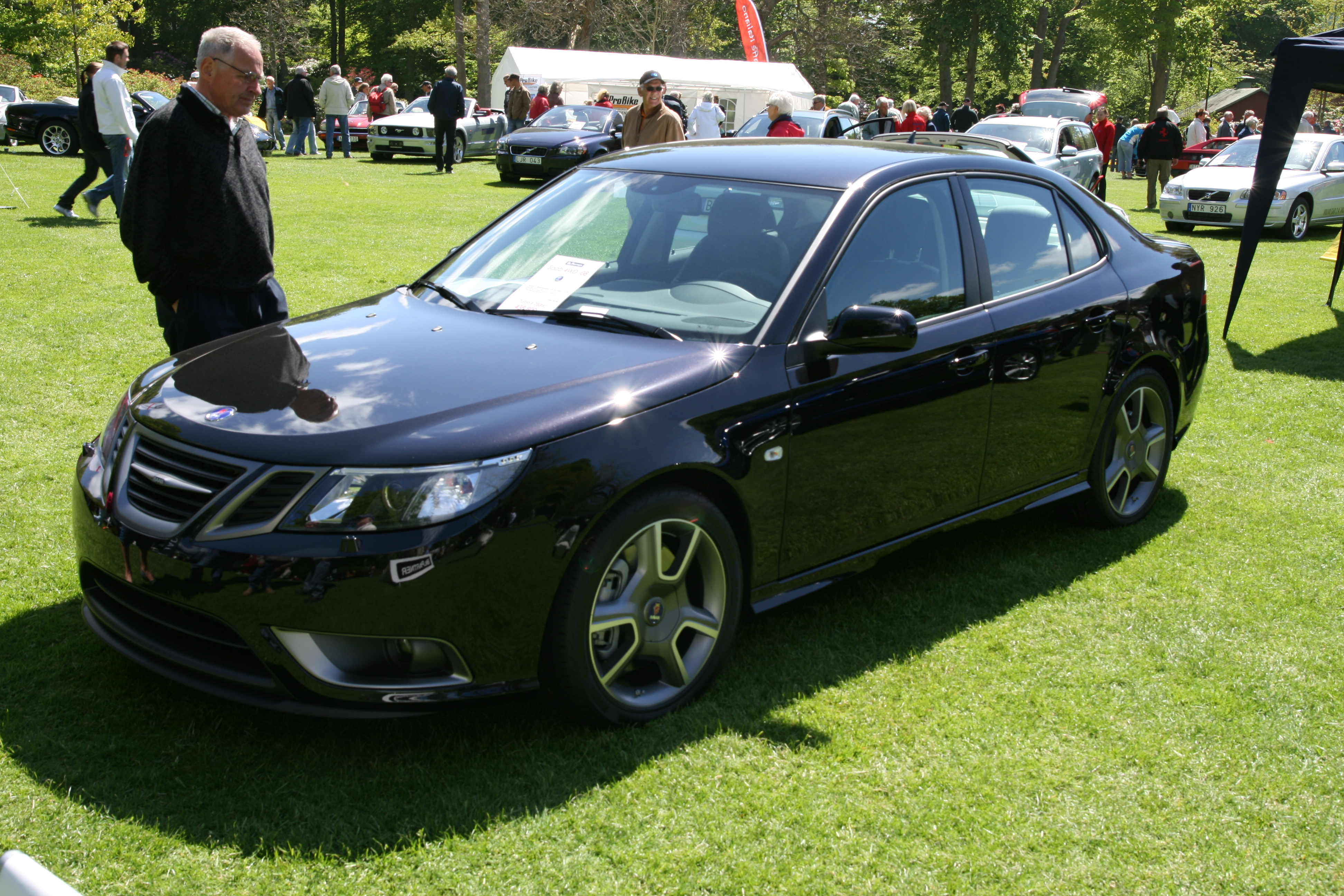
Saab 9-3 Turbo X

- Salomon – wersja limitowana zaprezentowana w kwietniu 2004 roku powstała na bazie wersji sedan. Pojazd wyróżnia się m.in. klimatyzacją z filtrem przeciwpyłkowym, systemem audio z czterema głośnikami, a w wersjach z silnikiem wysokoprężnym systemem ESP, skórzaną tapicerką i kierownicą, 15-calowymi pięcioramiennymi alufelgami[38]
- Jet Black – wersja limitowana powstała na bazie wersji cabrio w liczbie 100 egzemplarzy w marcu 2005 roku. Wyróżnia się m.in. 17-calowymi alufelgami[39]
- 20 Years Edition – wersja limitowana powstała na bazie wersji cabrio w liczbie 300 egzemplarzy przeznaczonych na rynek amerykański oraz kanadyjski zaprezentowana w styczniu 2006 roku. Samochód wyróżnia m.in. niebieski, błękitny lakier metaliczny, 17-calowe 5-ramienne alufelgi, obniżone zawieszenie oraz tylny spojler[40].
- Série spéciale de Suède – wersja limitowana powstała na bazie wersji sedan oraz kombi w 2006 roku. Auta charakteryzują się m.in. czarnym matowym kolorem, 17-calowymi pięcioramiennymi alufelgami oraz spojlerem z wersji Aero[41].
- Ice Black – wersja limitowana powstała na bazie wersji cabrio w liczbie 100 egzemplarzy w marcu 2007 roku. Wyróżnia się m.in. czarnym, beżowym lub niebieskim pokryciem dachowym, 17-calowymi pięcioramiennymi alufelgami, reflektorami biksenonowymi ze spryskiwaczami oraz tylnym spojlerem, elektrycznie sterowanymi lusterkami oraz czujnikiem zmierzchu[42].
- Edition Anniversaire – wersja limitowana powstała na bazie wersji sedan oraz kombi w styczniu 2007 roku. Wyróżniają ją m.in. reflektory biksenonowe[43].
- Lynx – wersja limitowana powstała na bazie wersji cabrio w lutym 2008 roku. Wersja ta występowała w trzech kolorach nadwozia: czarnym, białym oraz żółtym oraz wyposażona była w czarny, beżowy lub niebieski dach, czujniki parkowania oraz elektrycznie regulowane, podgrzewane i składane lusterka[44].
- Turbo X – wersja limitowana powstała na bazie wersji sedan oraz kombi w liczbie 2000 egzemplarzy. Zaprezentowana została w maju 2008 roku. Wyróżnia się m.in. napędem 4x4, czarnym metalicznym lakierem, 19-calowymi alufelgami, podwójnymi tytanowymi końcówkami układu wydechowego, czujnikiem deszczu, reflektorami biksenonowymi, sportowym zawieszeniem, elektrycznie regulowanymi, podgrzewanymi oraz składanymi lusterkami bocznymi, wzmocnionym układem hamulcowym oraz czujnikami parkowania. We wnętrzu pojazdu znaleźć można m.in. skórzane fotele, klimatyzację dwustrefową, elektrycznie regulowany fotel kierowcy z funkcją pamięci ustawień, elektryczne sterowanie szyb, system audio firmy Bose Corporation, system DVD z ekranem dotykowym, Bluetooth, tempomat, system monitorowania ciśnienia w oponach, system ABS, ASR i ESP[45].
- Välkommen – wersja limitowana zaprezentowana w 2008 roku powstała na bazie wersji sedan oraz kombi[46].
- Edition Spéciale – wersja limitowana bazująca na wersji cabrio zaprezentowana w 2008 roku[47].
- Carbone & Vanille – wersja limitowana bazująca na wersji cabrio zaprezentowana w 2008 roku. Model stylizowany jest na wersje Aero oraz Turbo X[48].
- White Edition – wersja limitowana bazująca na wersji cabrio powstała w liczbie 5 egzemplarzy zaprezentowana w 2010 roku[49].
- Hirsch Performance[37] – wersja tuningowana przez nadwornego tunera marki Saab – Hirsch
- Black In Black – wersja limitowana 2000 sztuk powstała na bazie wersji sedan i kombi po liftingu z okazji 30. lecia Saaba 900 Turbo
- Independence Edition – wersja limitowana 366 sztuk powstała na bazie wersji cabrio po liftingu z okazji sprzedaży marki przez GM Spykerowi[50]. W związku z bankructwem wyprodukowano jedynie 38 sztuk[51]
- Turbo Edition[52]
- Special Edition Convertible[53]
- Carlsson - wersja limitowana powstała na bazie 1.8 t pokazana w Genewie (2-12 marca 2006 roku)  moc 195KM i 305 Nm przy 2500 obr./min  Sportowy model specjalny dostępny w Szwajcarii w cenie 39 800 CHF.
- Carlsson – wersja limitowana, powstała na bazie Turbo X w 2010 roku w liczbie 96 egzemplarzy dla uczczenia 50. rocznicy zwycięstwa Erika Carlssona w rajdzie RAC. Oprócz pełnego wyposażenia Turbo X pojazd otrzymał pakiet Hirsch (wnętrze i tuning silnika podnoszący moc do 300 KM)[54]

#### Prototypy
- ePower – samochód wyposażono w 184 konny silnik elektryczny oraz 35,5 kWh baterię. Pozwala to na osiągnięcie pierwszych 100 km/h w 8,5 s, prędkość maksymalna wynosiła 150 km/h. Saab 9-3 ePower na w pełni naładowanej baterii cechuje się zasięgiem 200 km. Pojazd może być ładowany ze zwykłego gniazdka domowego, a czas ładowania wynosi od 3 do 6 godzin. Nie trafił do produkcji seryjnej, lecz w 2010 roku wyprodukowano 70 egzemplarzy, które poddano wnikliwym testom[55]

### Pozostałe informacje
- Najbardziej ekstremalna wersja modelu SportSedan wyposażona została w 750-konny silnik. Per Eklund startował pojazdem w Mistrzostwach Świata w Rallycrossie. Dzięki zastosowaniu napędu na cztery koła auto przyśpiesza do 100 km/h w 2,2 sekundy[56]
- W 2010 roku niemiecki koncern BMW podpisał z Saabem porozumienie, na mocy którego od 2012 roku niemiecki koncern miał dostarczać turbodoładowane, czterocylindrowe silniki o pojemności 1,6 litra do nowego Saaba 9-3[57]. Do współpracy nie doszło w wyniku bankructwa Saaba.
- W 1998 zbudowano na bazie wersji coupe SE model z dachem typu targa. Został przebudowany specjalnie dla jednego z członków zarządu Saaba, Petera Wallenberga[58].
- Mimo finansowania SAAB-a przez koncern General Motors, SAAB 9-3 pierwszej generacji nie miał praktycznie nic wspólnego z innymi modelami owego koncernu.
- SAAB 9-3 wyposażony był w tzw. światła łosiowe, mianowicie dodatkowe oświetlenie włączające się razem ze światłami wstecznymi. Znajdowało się ono w tylnej części przednich kierunkowskazów. Zapewnia to większy komfort podczas cofania pojazdem, ponieważ oświetlany jest obszar z boku auta.